# Philipp Laux
Philipp Laux ( Rastatt, 1973. január 25. –) német labdarúgókapus, az RB Leipzig korábbi csapatorvosa. 2020 május elején visszatért korábbi csapatához, a Borussia Dortmundhoz, ahol sportpszichológusként dolgozik.